# Arturo Eduardo Burkart
Pour les articles homonymes, voir Burkart.
Arturo Eduardo Burkart, né à Buenos Aires le 25 septembre 1906 et mort le 25 avril 1975 dans la même ville, est un botaniste et ingénieur agronome argentin.

## Formation
Arturo Eduardo Burkart, né dans la ville de Buenos Aires le 25 septembre 1906, était le fils d'un industriel allemand, Norberto Burkart, et de son épouse Olga Rebling, également d'origine allemande. Il fit ses études primaires et secondaires à la Belgrano Schule (ultérieurement Goethe Schule) de la capitale fédérale de 1913 à 1919, et en sortit avec le titre de bachelier du collège national Manuel Belgrano fin 1924.
En 1925, il intégra la faculté d'agronomie et de sciences vétérinaires, où son professeur Lorenzo Raimundo Parodi (1895-1966) orienta son intérêt pour la botanique. En 1926, Burkart publia sa première œuvre : Una forma de Xanthium nueva para la Flora Argentina. Il obtint le diplôme d'agronome en 1928, avec une thèse sur la génétique du genre Drosophila. Il poursuivit ses études en Allemagne à l'Institut phytotechnique de Müncheberg et à l'Institut Kaiser Wilhelm de biologie de Berlin (actuellement Société Max-Planck).

## Vie professionnelle
En 1930, il retourna en Argentine, où il fut nommé assistant de génétique végétale à la faculté d'agronomie et de sciences vétérinaires (1930-1937), puis comme chef de travaux pratiques de botanique de la même faculté (1931-1936). En 1936, il fut nommé directeur de l'Institut de botanique Darwinion, charge qu'il exerça jusqu'à sa mort. En 1939, il obtint la chaire de cultures fourragères de la faculté d'agronomie de La Plata, qu'il occupa jusqu'en 1961. En 1957, il fut nommé professeur titulaire de botanique des plantes vasculaires à la faculté des sciences de Buenos Aires, et promu professeur émérite en 1972. Il fut désigné membre correspondant de l'Académie nationale de sciences exactes, physiques et naturelles en 1959 et académico de número en 1964. À partir de 1961, il appartint au corps des enquêteurs scientifiques du CONICET (Consejo Nacional de Investigaciones Científicas y Técnicas).
Il fut président de la Société argentine de botanique et de la Société argentine d'agronomie.
On lui doit plus de 170 publications, presque toutes sur la botanique, en particulier en relation avec la famille des Légumineuses, dont il était un spécialiste de premier plan au niveau mondial. En 1943, il publia Las Leguminosas argentinas silvestres y cultivadas, dont une seconde édition augmentée parut en 1952. Sont également à noter sa monographie du genre Chaptalia et son traité sur les graminées de l’Entre Ríos. Il décrivit cinq genres et plus de 113 espèces nouvelles.

## Éponymie
Jorge Victor Crisci (1945-) lui a dédié le genre Burkartia.

## Œuvres
- (es) La Vegetacion de la Argentina (avec Lucien Hauman, L.R. Parodi & A.L. Cabrera), Buenos-Aires, 1947.
- (es) Las Leguminosas argentinas silvestres y cultivadas, Ed. 1, Buenos-Aires, 1943 ; ED. 2, Buenos-Aires, 1952.
- (es) Enciclopedia Argentina de agricultura y jardineria (éditée par L.R. Parodi), Buenos-Aires, 1959.
- (es) Flora Ilustrada de Entre Rios (Argentina), Buenos-Aires, 1969-1979.